# کیانوش گرامی
کیانوش گرامی (زادهٔ ۲۴ اردیبهشت ۱۳۴۱ در تهران) بازیگر ایرانی است. وی با سریال آتش بدون دود ساخته مرحوم نادر ابراهیمی در سال ۱۳۵۳، بر اساس رمانی به همین نام وارد عرصه بازیگری شد.

## فیلم‌شناسی

### نمایش خانگی
- ساخت ایران ۳ (۱۴۰۰)
- خوب، بد، جلف: رادیواکتیو (۱۳۹۹)

### فیلم سینمایی
- فیلم هستی (۱۳۹۷)
- سه بیگانه مهدی مظلومی(۱۳۹۳)
- ساکن طبقه وسط شهاب حسینی (۱۳۹۳)
- متل قو (۱۳۹۱)
- نارمک (۱۳۹۰)
- فرار از کمپ (۱۳۹۰)
- پله آخر (۱۳۹۰)
- قلاده‌های طلا (۱۳۹۰)
- مامان بهروز منو زد (۱۳۹۰)
- نارنجی‌پوش (۱۳۹۰)
- کباب غاز (۱۳۹۰)
- عنکبوت مانی ارمغان (۱۳۸۹)
- کار کاذب (۱۳۸۹)
- به فاصله یک‌نفس (۱۳۸۹)
- جرم مسعود کیمیایی(۱۳۸۹)
- دردسر بزرگ (۱۳۸۹)
- مینی‌بوس (۱۳۸۹)
- همه چی آرومه (۱۳۸۹)
- بی ستاره (۱۳۸۸)
- حلقه‌های ازدواج (۱۳۸۸)
- دلقک‌ها (۱۳۸۸)
- سن پطرزبورگ (۱۳۸۸)
- ندارها (۱۳۸۸)
- پسر آدم، دختر حوا (۱۳۸۷)
- پوست موز (۱۳۸۷)
- حرکت اول (۱۳۸۷)
- سفر مرگ (۱۳۸۷)
- تلافی (۱۳۸۶)
- جعبه موسیقی (۱۳۸۶)
- خروس جنگی [[(۱۳۸۶)
- دایره زنگی (۱۳۸۶)
- در شهر خبری نیست، هست (۱۳۸۶)
- سنتوری (۱۳۸۵)
- عاشق (۱۳۸۵)
- کافه ستاره (۱۳۸۳)
- خیلی دور، خیلی نزدیک (۱۳۸۳)
- سربازهای جمعه (۱۳۸۲)
- اعتراض (۱۳۷۸)
- فریاد (۱۳۷۷)
- لژیون (۱۳۷۷)
- مرسدس (۱۳۷۶)
- سلطان (۱۳۷۵)
- تعقیب (۱۳۷۴)
- ضیافت (۱۳۷۴)
- مادرم گیسو (۱۳۷۴)
- آرایش مرگ (۱۳۷۳)
- ترانزیت (۱۳۷۲)
- مجنون (۱۳۶۹)
- مدرسه پیرمردها (۱۳۶۸)
- محموله (۱۳۶۶)[۱]

### مجموعه تلویزیونی
- ۱۳۵۴ آتش بدون دود (نادر ابراهیمی)
- ۱۳۷۰ گل پامچال (محمدعلی طالبی)
- ۱۳۷۳–۴ همسران (مسعود رسام، بیژن بیرنگ)، (بازیگر مهمان)
- ۱۳۸۵ زیرزمین (علیرضا افخمی)
- ۱۳۸۵ تا صبح (مجید جوانمرد)، (محمدعلی باشه آهنگر)
- ۱۳۸۵ راه بی‌پایان (همایون اسعدیان)
- ۱۳۸۶ مرگ تدریجی یک رؤیا (فریدون جیرانی)
- ۱۳۸۶ میوه ممنوعه (حسن فتحی)
- ۱۳۸۷ آشیانه‌ای برای زندگی (حمید طالقانی)
- ۱۳۸۷ جاده در دست تعمیر (حسین تبریزی)
- ۱۳۸۷ مأمور بدرقه (سعید سلطانی)
- ۱۳۸۷ اشک‌ها و لبخندها (حسن فتحی)
- ۱۳۸۸ حلقه شانس (سید محمدرضا ممتاز)
- ۱۳۸۸ آشپزباشی (محمدرضا هنرمند)
- ۱۳۸۸ هوش سیاه (مسعود آب پرور)
- ۱۳۸۹ تاوان (شهرام شاه‌حسینی)
- ۱۳۸۹ قهوه‌خانه بهشت (محمدتقی انصاری)
- ۱۳۹۰ پایتخت۱ (سیروس مقدم)
- ۱۳۹۱ هفت سین (یدالله صمدی)
- ۱۳۹۲ همه بچه‌های ما (تاجبخش فنائیان)
- ۱۳۹۲ راستش را بگو (محمدرضا آهنج)
- ۱۳۹۳ معراجی‌ها (مسعود ده نمکی)
- ۱۳۹۳ جاده چالوس (احمد معظمی)
- ۱۳۹۵ قصه‌های پهلوان (سعید حران اف)
- ۱۳۹۷ سر دلبران (محمدحسین لطیفی)
- ۱۳۹۹ خوب، بد، جلف: رادیواکتیو (محسن چگینی)

## ترانه‌شناسی
- ناز می‌کنی ۲۶ فروردین ۱۳۹۳

## ابتلا به کرونا
در تیر ۱۳۹۹ با اوج گرفتن شیوع کرونا در ایران، کیانوش گرامی نیز به کرونا مبتلا شد و در بیمارستان بستری شد.